# Lindernia humilis
Lindernia humilis é uma espécie botânica do gênero Lindernia pertencente à família Linderniaceae.